# Ошкош
Ош̀кош (на английски: Oshkosh) е град в щата Уисконсин, САЩ. Ошкош е с население от 66 665 жители (по приблизителна оценка от 2017 г.) и обща площ от 1135,90 км². Основан е през 1853 г. Градът е кръстен на индианския вожд от племето меномини Ошкош.